# Upamanyu Chatterjee
Upamanyu Chatterjee (* 19. Dezember 1959 in Patna, Bihar) ist ein indisch-bengalischer Schriftsteller und Verwaltungsbeamter, der für seine Arbeiten, die im Umfeld der indischen Verwaltungsbehörden spielen, bekannt geworden ist, insbesondere durch seinen Roman „English, August“.
Chatterjee besuchte die St. Xavier’s School und das St. Stephen’s College in Delhi. 1983 begann er seine Arbeit beim Indian Administrative Service (Maharashtra-Kader).

## Werk
Chatterjee hat einige Kurzgeschichten verfasst, von denen The Assassination of Indira Gandhi und Watching Them besonders hervorzuheben sind. Sein Bestseller English, August: An Indian Story (mit anschließender Verfilmung) erschien 1988 und wurde seither in wachsender Auflage publiziert. Der Roman erzählt die Geschichte eines jungen, verwestlichten indischen Beamten, dessen Fantasien von Frauen, Literatur und Drogen bestimmt werden. Diese realistisch-ironische bis sarkastisch-postmoderne Erzählung über den 24-jährigen Agastya, der in die kleine südindische Provinzstadt Madna abkommandiert wird, aber statt des erwarteten privilegierten Lebens eine Zeitreise in das 19. Jahrhundert erlebt und auf Korruption, Ungerechtigkeit und Leid in der neuen Umgebung mit Ignoranz reagiert, ist ein Porträt der Mittelschichten mit ihrer Bindungslosigkeit, ihrer individualistischen Verantwortungslosigkeit und ihrem Egoismus. Gleichzeitig handelt es sich um eine Erzählung über „bürokratische Apathie“ und Ignoranz einer abgestumpften, Hindi sprechenden Verwaltungselite aus dem Norden gegenüber den vielen Millionen Sprechern von „Regionalsprachen“, zu denen sie keine Beziehung aufbauen können: „Eine sehr kurze Zeit lang verursachte ihm seine Ignoranz große Besorgnis, doch dann beschloß er, sich erst richtig Sorgen zu machen, wenn auch andere sie bemerkt hatten.“
Chatterjees zweiter Roman, The Last Burden, erschien 1993. Dieser Roman zeichnet das Leben in einer indischen Familie zum Ende des 20. Jahrhunderts nach.
Ende 2000 wurde The Mammaries of the Welfare State, der Nachfolger zu English, August, veröffentlicht.
Sein jüngster Roman Weight Loss, eine schwarze Komödie, erschien 2006.
Anjana Sharma vergleicht Upamayus Vision von Humanität mit der William Butler Yeats’. Sie schreibt: „Obwohl achtzig Jahre auseinander und mit verschiedenem kulturellem und zivilisatorischem Hintergrund sowie Unterschieden in Handwerk und Temperament, teilen Yeats und Chatterjee eine identische Vision einer de-zentrierten und de-naturierten Welt“. Mukul Dishit argumentiert, dass sich Chatterjee zum ersten Mal auf eine „neue Klasse“ verwestlichter, großstädtischer Inder konzentriert, die bisher in der örtlichen, wie auch in der englischen Belletristik Indiens ignoriert wurde. Er erklärt, dass Chatterjees Vorstellungskraft so reich wie die Kafkas ist; sein Sinn für Tragik so fein wie die Camus’ und sein Verständnis des Absurd-Komischen des Lebens gleichauf liegt mit Milan Kundera und Saul Bellow.

## Auszeichnungen
- Officier des Arts et des Lettres, Auszeichnung der Französischen Regierung
- Sahitya Akademi Award, 2000 für „The Mammaries of the Welfare State“

## Werke
- English, August. An Indian story. Faber and Faber, London 1988, ISBN 0-571-15101-9, Taschenbuchausgaben: Penguin Books India, New Delhi 1998, ISBN 0-14-027811-7; NYRB Classics, New York 2006, ISBN 1-590-17179-9 – gepriesen als der maßgebliche indische coming-of-age Großstadt-Roman
- The Last Burden. Faber and Faber, London 1993, ISBN 0-571-16825-6; Taschenbuchausgabe: Faber and Faber, London 1994, ISBN 0-571-17155-9
- The Mammaries of the Welfare State. Viking, New Delhi u. a. 2000, ISBN 0-670-87934-7; Taschenbuchausgabe: Penguin Books India, New Delhi 2001, ISBN 0-14-027245-3 – Fortsetzung zu English, August
- Weight Loss. Penguin Books India, New Delhi 2006, ISBN 0-670-05862-9
- Way to Go. Hamish Hamilton (Penguin Books), New Delhi 2010, ISBN 978-0-670-08352-7 – Fortsetzung zu The Last Burden